# Araigaiththaa
Araigaiththaa is een van de onbewoonde eilanden in het oosten van het Gaafu Alif-atol behorende tot de Maldiven. Het ligt dicht bij de bewoonde eilanden Dhiyadhoo dat er ten noordoosten van ligt en Gemanafushi dat er ten oosten van ligt.